# Partido de Florentino Ameghino
Florentino Ameghino es uno de los 135 partidos de la provincia argentina de Buenos Aires. Su cabecera es la ciudad de Ameghino.

## Historia
Los primeros asentamientos, fueron los pueblos originarios, finalmente unidos por el cacique Calfulcurá
- 1870 arrecia la lucha armada para usurpar el dominio indígena a cargo de batallones militares expedicionarios argentinos. Se genera la "Línea de la Frontera Norte" y superan las tropas del gobierno central ese punto
- 1871 el fuerte Media Luna se ubica a 10 km de Ameghino, en la zona "Colonia Ancaló". Su toponimia era por las lagunas con forma de dos medias lunas. Las tierras de Ameghino conformaban parte de una parte abierta, llanura exterminada del "pueblo originario", se ofrecía al usurpador
- 1872 el cacique Calfulcurá con todas las tribus aliadas del centro de la Provincia de Buenos Aires "recuperan" sus territorios. El fuerte "Ancaló" cercano a la localidad de General Pinto es tomado por los originarios reteniendo miles de vacunos y gran cantidad de mujeres cautivos. El área del partido de Ameghino tuvo como defensa más cercana el fuerte "Media Luna" o "Las Medias Lunas" y se apoyaba en las cercanías de sus similares "La Paz" cerca de Eduardo Costa y "Las Heras" en el camino a Blaquier
- 1880 a 1890, aparecen los "dueños", el ganado avanza, ya que el recurso era la ganadería
- 22 de octubre de 1891, se crea el Partido de General Lavalle (hoy General Pinto) a cuya jurisdicción pertenece el Partido de Florentino Ameghino
- Jueves 21 de marzo de 1991, la Legislatura Bonaerense dispone por ley crear el 127.º Partido, a expensas del territorio del Partido de General Pinto, que se denominará Partido de Florentino Ameghino, se da respuesta de este modo al reclamo de un movimiento popular de 1912 y se concreta al término de casi 80 años. 1.er. intendente del distrito fue Patricio A. García.

## Intendentes municipales
| Intendente                  | Mandato                                           | Partido | Partido | Alianza | Alianza | Elecciones |
| --------------------------- | ------------------------------------------------- | ------- | ------- | ------- | ------- | ---------- |
| Patricio Antonio García     | 10 de diciembre de 1991 - 10 de diciembre de 1995 |         | PJ      |         | FREJUFE | 1991       |
| Patricio Antonio García     | 10 de diciembre de 1995 - 10 de diciembre de 1997 | 1995    | PJ      |         | FREJUFE |            |
| Héctor Aldo Rodríguez       | 10 de diciembre de 1997 - 10 de diciembre de 1999 | 1995    |         | PJ      | FREJUFE |            |
| Andrea Fabiana García       | 10 de diciembre de 1999 - 10 de diciembre de 2003 |         | PJ      |         | CJ      | 1999       |
| Andrea Fabiana García       | 10 de diciembre de 2003 - 10 de diciembre de 2007 |         | PJ      | —       | 2003    |            |
| Andrea Fabiana García       | 10 de diciembre de 2007 - 04 de octubre de 2009   |         | PJ      | FPV     | 2007    |            |
| Francisco Aurelio Iribarren | 04 de octubre de 2009 - 10 de diciembre de 2011   |         | PJ      | FPV     | 2007    |            |
| Francisco Aurelio Iribarren | 10 de diciembre de 2011 - 10 de diciembre de 2015 | 2011    | PJ      | FPV     |         |            |
| Calixto Agustín Tellechea   | 10 de diciembre de 2015 - 10 de diciembre de 2019 |         | UCR     |         | CBA     | 2015       |
| Calixto Agustín Tellechea   | 10 de diciembre de 2019 - 03 de octubre de 2022   |         | UCR     | JxC     | 2019    |            |
| Nahuel Mittelbach           | 03 de octubre de 2022 - 10 de diciembre de 2023   |         | UCR     | JxC     | 2019    |            |
| Nahuel Mittelbach           | 10 de diciembre de 2023 - En el cargo             | 2023    | UCR     | JxC     |         |            |

1. ↑  Renunció para asumir como senador provincial.
2. ↑  Asume como presidente del HCD.
3. ↑  Toma licencia para asumir como secretaria de Asuntos Institucionales del Ministerio de Agricultura, Ganadería y Pesca.
4. ↑  Asume como interino.
5. ↑  Renunció al cargo.

## Recursos del Partido
La principal fuerte de recursos proviene del sector agrícola-ganadero. Es zona óptima para el cultivo de trigo, maíz, soja, girasol, alfalfa, avena, sorgos graníferos y forrajeros.

## Clima
Templado y húmedo

## Demografía
| Población | 7.516 | 8.171  | 8.869  | 10.790 |
| Variación | -     | +8,71% | +8,54% | +21,7% |

### Estructura
Según el censo 2022 la población total era de 10nbsp;790 personas, repartidas en 5 484 mujeres y 5nbsp;306 hombres, con un índice de masculinidad de 96,7 hombres por cada 100 mujeres. 
La edad mediana de la población es de 33 años (33 años entre las mujeres y 32 años entre los hombres).
El 13,4% de la población tiene más de 65 años (frente al 11,7% en 2010), y el 3,0% de la población tiene más de 80 años (frente al 3,2% en 2010)

### Salud y educación
El 79,0% de la población tiene al menos un tipo de cobertura de salud. 
Unas 3 815 personas asisten a algún tipo de establecimiento educativo de cualquier nivel y unas  591 personas tienen un título terciario o superior (9,2% sobre el total de la población instruida). La tasa de alfabetización es del 97,8

### Migraciones
De las personas residentes en el partido, unas 2 080 (19,2% del total de población) nacieron en otra provincia, y unas  162 (1,5% del total de población) lo hicieron fuera del país, siendo los grupos de inmigrantes más numerosos los provenientes de:
- Bolivia: 23 personas
- Paraguay: 21 personas
- Venezuela: 10 personas
- Colombia: 9 personas
- China: 5 personas

### Hogares
En el partido hay un total de 3 978 viviendas  y 3 715 hogares. 
En cuanto al régimen de tenencia y regularidad de la propiedad de las viviendas, el 60,3% es propia, el 18,7% es alquilada, el 10,2% es cedida o prestada, y el resto se encuentra en otra situación.
Sobre el total de hogares, 3 268 (87,9% del total) tiene acceso a red pública de agua corriente, 2 777 (74,7% del total) tiene desagüe y descarga a red pública cloacal, 2 380 (64,0% del total) tiene acceso a red pública de gas, y 2 934 (79,0 del total) tiene acceso a red de internet en la vivienda. 

## Localidades del Partido
- Florentino Ameghino 7 225 hab.
- Blaquier
- Porvenir
- Paraje Nueva Suiza
- Paraje Porvenir